# Ɥ̃́
Cette page contient des caractères spéciaux ou non latins. S’ils s’affichent mal (▯, ?, etc.), consultez la page d’aide Unicode.
Ɥ̃́ (minuscule ɥ̃́), appelé h culbuté tilde accent aigu, est une lettre additionnelle latine utilisée dans l’alphabet du dan au Liberia.

## Utilisation
Le ɥ́ est utilisé dans l’orthographe du gio au Liberia, notamment dans les travaux de la Dan Literacy Association et dans la traduction de la Bible en gio,, il est notamment utilisé dans le mot ɥ̃́ɥ̃̀. Il représente une voyelle ɥ nasalisée avec un ton haut.

## Représentation informatique
Le h culbuté tilde accent aigu peut être représenté avec les caractères Unicode (Alphabet phonétique international, Diacritiques) suivants :
| formes    | représentations | chaînes de caractères | points de code       | descriptions                                                                |
| --------- | --------------- | --------------------- | -------------------- | --------------------------------------------------------------------------- |
| minuscule | Ɥ               | Ɥ◌̃◌́                   | U+A78D U+0303 U+0301 | lettre majuscule latine h culbuté diacritique tilde diacritique accent aigu |
| minuscule | ɥ               | ɥ◌̃◌́                   | U+0265 U+0303 U+0301 | lettre minuscule latine h culbuté diacritique tilde diacritique accent aigu |